# Aphelidea
Az Aphelidea (ICZN, ICN szerinti név: Aphelidiomycota) a gombák országának törzse, a valódi gombák (Eumyceta) alországának testvérkládja, az Aphelidiomyceta egyetlen ismert tagja.

## Történet
Típusnemzetségét, az Aphelidiumot 1885-ben írta le Wilhelm Zopf, de jelenlegi filogenetikai kapcsolatai 2014-ig nem voltak egyértelműek. Ekkor Karpov  et al. az Opisthosporidia főtörzsbe sorolták a későbbi Rozellomyceta testvércsoportjaként. A 20. század elején az Aphelidiumot a gombaszerű életciklusú, de amőboid trofikus szakaszú Monadinea csoportba sorolták, míg az 1950-es évektől a Rhizopoda tagja volt, majd bár az Aphelidea életciklusának és ökológiájának tanulmányozása folytatódott, a későbbi rendszertanok nem tartalmazták.
Tedersoo  et al. kimutatták, hogy az Opisthosporidia parafiletikus csoport, mert a Rozellomyceta – a Rozellida és a Microsporidia kládja – a valódi gombák és az Aphelidea közös csoportja előtt alakult ki. Bár a hátulsó ostorral rendelkező zoospórák miatt egyértelmű volt az Opisthokonta kládba tartozása, gombák közé sorolása vitatott volt: Gromov 2000-ben, illetve Karpov et al. 2013-ban alaposan értekeztek az Aphelidia filogenetikai kapcsolatairól, és leírták, hogy eredetileg különösen levezetett „gombaállatoknak” – gombaszerű életciklusú, de amőboid trofikus állapotú élőlényeknek – tekintették, majd protisztáknak is tekintették a Rhizopoda osztály Proteomyxida rendjében.
2019-ben az Amoeboaphelidium achnanthis kivételével minden faj hajtásmorfológiáját leírták. Adl et al. ugyanez évi rendszertana a – közben parafiletikusnak kimutatott – Opisthosporidiába sorolta.
Letcher et al. 2019-ben az Aphelidea fajaihoz morfológiai, életciklus-, ökológiai és genetikai határozót írtak le.

## Genetika
Globális transzkriptomelemzéssel Torruella et al. 2019-ben igazolták a gombák fagotróf eredetét.
Genomjai kicsik, jelentős genomkompakciót mutatnak.
Polimeráz-láncreakcióval sokszorosítható 18S rDNS-e gombaspecifikus primerek (például UF1, AU4) használatával. A Paraphelidium 18S rDNS-ében 243 bp-os deléció történt, mely a legközelebbi rokon kládokban nem található.

## Filogenetika
Az Aphelidea az Aphelidiomyceta egyetlen kládja, és monotipikus: egyetlen rendje az Aphelida, egyetlen családja az Aphelidae. 4 nemzetsége az Aphelidium, Paraphelidium, Amoeboaphelidium és Pseudoaphelidium. 2019-ben 15 faja volt ismert, ebből az Aphelidium 7, az Amoeboaphelidium 5, a Paraphelidium 2, a Pseudaphelidium 1 fajt tartalmazott. A Pseudaphelidium volt az egyetlen nemzetség ekkor, melyről nem volt molekuláris adat elérhető.

### Nomina dubia
Több nomen dubium is ismert a kládban: az Aphelidium lacerans de Bruyne 1890 csírázását de Bruyne nem figyelte meg, és elülső ostort és klorofilltartalmú szemcséket tartalmazó zoospórákat írt benne le. Ennek egy szinonimáját is létrehozta Olpidium lacerans néven. Sparrow 1960-ban elutasította e faj gombák közé sorolását a klorofilltartalmú zoospórákra hivatkozva, de nem kérdőjelezte meg a nemzetségbe sorolását. Dangeard szintén 1890-ben hasonló taxont írt le, de nem figyelte meg annak csírázását, így ő sem tudta igazolni az Aphelidiummal való kapcsolatait.

## Morfológia
Amőboid zoospórái legalább 2 állábtípust (filopódium vagy lamellipódium) alakíthatnak ki. Az Aphelidium chlorococcorum állábai emellett tollszerűek vagy kúposak lehetnek. Mitokondriális cristái csőszerűek vagy lamellárisak. Magja szabálytalan alakú, közvetlen közelében 6 mitokondrium van.
Egyes fajok zoospórái ostora egyszerűsödött vagy megszűnt.
Az Amoeboaphelidiumot eredetileg ostor nélküli rajzósejtűként írta le Scherffel 1925-ben, de a hátulsó ostorral rendelkező zoospóra ősisége és az Opisthokonta ismertetőjegyekénti elismertsége miatt Karpov et al. 2013-ban az Amoeboaphelidium protococcarumot újravizsgálták, és korábban nem ismert álostort találtak. Ez „állandóan rögzült hátulsó kiemelkedés mikrotubulusokkal, így redukált ostornak tekinthető, így minden ismert Aphelidea-faj rajzósejtjei valóban opisthokont típusú zoospórák”. Ezt az A. protococcarum mellett az Amoeboaphelidium occidentale esetén igazolták is, de a többi, ultraszerkezetileg nem vizsgált Amoeboaphelidium-faj esetén nem ismert.

## Életmód
Zöld- és kovamoszatok endoparazitája, illetve egysejtű fajaik parazitoidja, mert a gazdasejt tartalmát bekebelezik.

## Élőhely
Tengerben az oxigénminimum-zóna, az oxiklin és az anoxiás tengerfenék élőhelyein egyaránt megtalálható 18S rRNS, CAZimek és citokróm c-oxidáz alapján.
Talajban közepesen alacsony foszfortartalmú, meleg mérsékelt övezeti niche-ekben ismert végleges név nélküli kládja.
Az Aphelidium, Amoeboaphelidium és Paraphelidium édes-, míg a Pseudaphelidium tengervízben él.

## Életciklus
Fajai életciklusa hasonló: zoospórái amőbák. Ezek a gazdasejt falához tapadva cisztát képeznek, mely kitincsővel átfúrja a sejtfalat. Ezután annak tartalma a gazdába vándorol, majd fagotróf amőbává alakulva bekebelezi a gazdasejt tartalmát, nagy központi emésztő űröcskét létrehozva vörösbarna exkréciós testtel. Ezután a parazita növekedése és magosztódásai plazmódiumot hoznak létre, mely ovális vagy kör keresztmetszetű nyugvó spórát vagy a gazda falából kiszabaduló zoospórákat hoz létre. Az Aphelidium sporangiuma körül nem hoz létre sejtfalat.

## Jelentőség
Zöldmoszat-endoparazitaként az algakultúrás bioüzemanyag-termelésre káros lehet. Például az A. protococcarum a Scenedesmus dimorphus parazitájaként hamar jelentősen csökkenti az algatavakban élő S. dimorphus-populációt.